# Лейдрад
Лейдра́д (Лейдрат; фр. Leidrade, лат.  Laidradus или  Leidradus, согласно его автографа,  Leidrat; около 743—745, район Нюрнберга, Норик — 28 декабря 821 или чуть позже, Суасон, Каролингская империя) — книжник и церковный деятель из окружения Карла Великого, известен преимущественно как Лионский епископ (с 798/799 по 816).

## Биография

### Происхождение, образование, начало церковной деятельности
По свидетельству Теодульфа, Лейдрад родился в Норике, точнее — в Баварии, в районе Нюрнберга. Точная дата рождения неизвестна — вероятно, около 743—745 годов. Происходит из аристократического рода. Образование получил в епископской школе во Фрайзинге. К концу 760-х или в начале 770-х годов юный Лейдрад сделался дьяконом церкви в Фрайзинге. В неустановленную дату, возможно, около 780 года, он призван ко двору Карла Великого, который любил окружать себя книжниками, и с тех пор фигурирует среди окружения последнего. С 782 года участвует в работе Придворной школы, где становится любимым учеником Алкуина и возможно — библиотекарем Карла (должность библиотекаря не существовала до того времени, поэтому многие исследователи ставят под сомнение это направление деятельности Лейтдрада, которая до конца не подтверждена ни одним источником). Существуют данные о его 11-летнем пребывании в Цюрихе в качестве дьяка капитула, но они относится к устной традиции и не имеют документальных подтверждений.

### Имперский посланник (797—799)
В 797 или 798 Карл направляет Лейдрада вместе с Теодульфом в качестве имперского посланника (лат. missus dominicus) — сперва в Септиманию, затем — в Испанию к епископу Феликсу Урхельскому, обвинённому в адопционизме. При этом он вступает во взаимоотношения с Бенедиктом Анианским и с Нибридием — будущим архиепископом Нарбонским. Лейдрад с усердием принимается за возложенную миссию и приобретает заметное влияние: он отправляет Феликса объясняться на консилиуме в Ахене в 799 году, а сам занимается в Урхели исправлением ошибок обвинённого пастыря. Это вторая часть его миссии (осень 799), во время которой ему не удаётся вернуть к ортодоксальности Элипанда Толедского, однако, по свидетельству Алкуина, ему удаётся привести к ортодоксии двадцать тысяч агнцев Феликса.

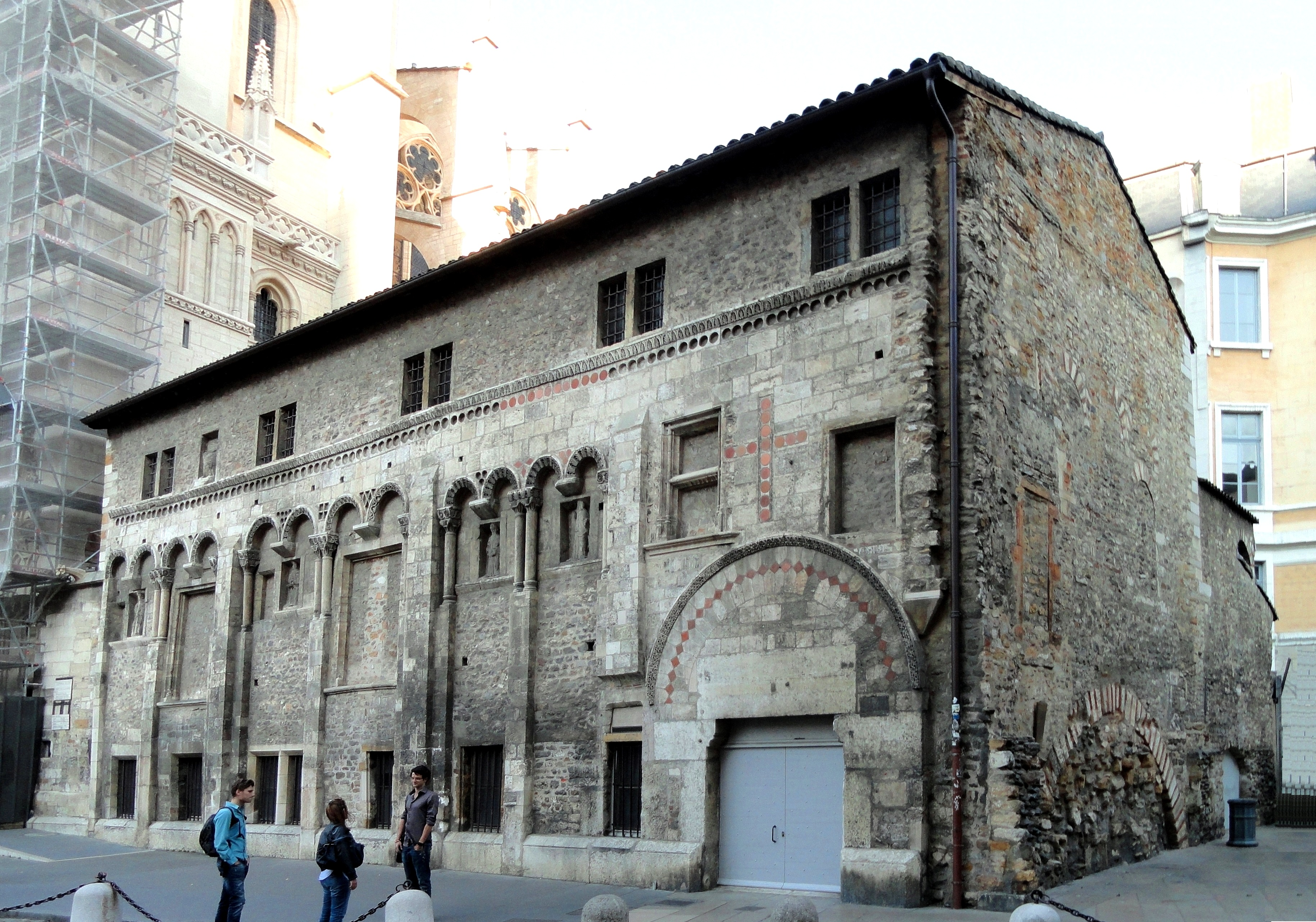
Манекантерия (школа пения) в Лионе, основана Лейдрадом.

### Лионский епископ (798/799—816)
В то же самое время, в 798 году, умирает епископ Лионский Адон. Карл Великий назначает на эту должность Лейдрада, кандидатура которого единодушно поддержана и клиром, и народом. Однако, поскольку новый епископ находится в Септимании и Испании, его должность временно исполняет Эльдоний, а сам Лейдрад прибывает в Лион лишь по окончании своей миссии, то есть в конце 799 года.
Немедленно по прибытии в лионский диоцез, в соответствии с капитулярием Карла Великого Admonitio generalis, Лейдрад учреждает в городе школу чтецов и школу канторов (манекантерию). Он основывает также центр библейского образования, где оригенизм в чести. Там Лейтрад знакомится с Клавдием Туринским, уважение к которому сохранит на всю жизнь, несмотря на будущие различия. Лейдрад ведёт борьбу за унификацию богослужения и против местных традиций (в чём находит поддержку мецкого каноника, ученика святого Хродеганга). Из привезённых епископом в 799 году из Испании писцов организуется скрипторий для создания «правильных» копий Священного писания. Для того, чтобы лучше исполнять свои пастырские обязанности, Лейдрад учреждает должность хорепископа (лат. chorepiscopus), которую занимают два человека, представляющие епископа в сельских районах диоцеза.
Лейдрадом предпринимается амбициозная программа по реставрации различных религиозных зданий Лиона (и его окрестностей, таких как Остров Барб и Сен-Рамбер-ан-Бюже) — об этом известно из первого (из двух сохранившихся) собственноручного письма Карлу (около 810—811). Им перестраиваются церкви Святого Никиты Лионского, Девы Марии, Святого Павла, Святого Георгия и аббатство Святого Петра. Епископский квартал также находится под усиленным вниманием Лейдрада: он перестраивает кафедральный собор, обновляет крышу церкви Святого Этьена, ремонтирует дома священников и монастырь для писцов.
Он также борется против расхищения церковного имущества мирянами, но без большого успеха.
В начале 811 года призывается в Ахен, где его подпись стоит среди подписей свидетелей на завещании Карла Великого (11 епископов, 4 аббатов и 15 графов).

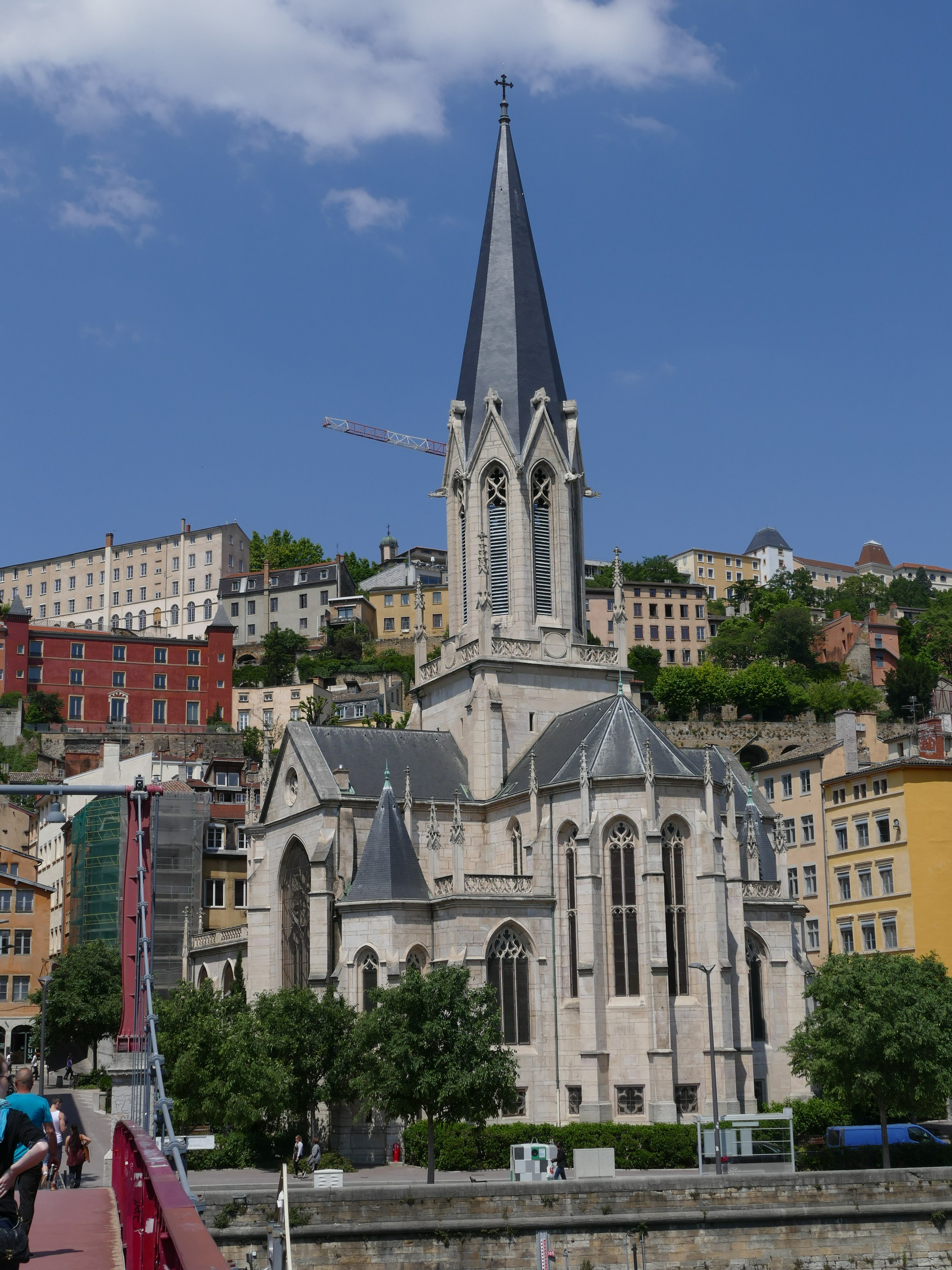
Церковь Святого Георгия в Лионе, основана Лейдрадом (здание 1844 года).

### Уход на покой
В 813 году, когда у Лейдрада усиливаются проблемы со здоровьем, он делает Агобарда (которого приметил и рукоположил ещё в 804 году) своим коадъютором. Вскоре после смерти императора (произошедшей 28 января 814 года), Лейдрад слагает с себя епископский сан и удаляется в монастырь Святого Медарда в Суасоне. Вопреки канону, который не позволяет епископу при жизни выбирать себе преемника, он в присутствии трёх епископов (одним из которых был возможно Барнард Вьенский) делает таковым Агобарда. Эта не прописанная процедура вызывает протесты, которые приводят к необходимости созыва в августе 816 года синода в Ахене, в работе которого принимает участие новый император Людовик Благочестивый, на котором утверждается назначение Агобарда, вскоре интронизированного в своём лионском диоцезе.
Год кончины Лейдрада вызывает сомнения: в некоторых источниках называется 816 или 817, но смерть епископа наступила не раньше 821 года, так как к этому году относится письмо, написанное аббатом Теодемиром Клавдию Туринскому, в котором Лейдрад упоминается как ещё здравствующий. Если год смерти епископа вызывает сомнения, то дата известна точно. Мы знаем её благодаря некрологу в Лионском соборе, где говорится о его смерти в пятый день январских календ, то есть 28 декабря.

## Сочинения
Лейдрад был прежде всего человеком действия и пастырем для прихожан, он оставил после себя мало письменных документов. В посвящении Карлу Великому, заказавшему ему трактат о крещении, он сам об этом пишет, благодаря императора за то, что тот «вытащил его из умственного оцепенения». Если не считать двух посвящений, до нас дошли лишь два письма Лейдрада: одно — Карлу, второе — собственной сестре, и два трактата — оба заказанные и адресованные императору.
- Первое письмо адресовано императору и по мнению многих исследователей относится к периоду 809—812 годов, по мнению историка Эрнста Дюммлера — к 813 или 814 году. Это своего рода отчёт о проделанной работе за время епископской деятельности. В письме содержатся точные данные о лионской церкви, её организации и строениях в начале IX века[30].

- Второе письмо написано сестре и содержит утешения по поводу потери ею сына и брата. Дата письма не установлена (по мнению Дюммлера — между 798 и 816 годами). Письмо является типичным латинским христианским consolatio (утешением), но содержит трогательные искренние нотки[31].

Оба трактата написаны Лейдрадом для Карла Великого на тему крещения:
- Более длинный разделён на 11 глав и озаглавлен De sacramento baptismi (О таинстве крещения)[33]: в нём объясняется значение крещения, даётся библейская типология и толкуются ритуалы. Трактат несёт на себе отпечаток трактата De baptismo (О крещении) Тертуллиана.

- Второй трактат, более короткий разделён на 26 абзацев и называется De abrenuntiatione diaboli (Об отречении от дьявола)[34], он дополняет первый и отвечает на любопытство императора и касается таинства крещения в части отречения от дьявола, и его «пышность».